# Топия
Топия (на албански: Thopia) е благороднически род от средновековното Албанско кралство.
Споменава се за пръв път през 1329 година, когато Танузио Топия има графска титла. Родът достига най-голямо влияние през втората половина на XIV век, когато Карло Топия дълго време управлява като албански крал. Негови представители се споменават до средата на XV век, когато Тануш Топия е сред съратниците на Скендербег.